# Musik i Sverige
Musik i Sverige inbegriper många olika sorters musikyttringar, alltifrån föreställningar om forntida musik och ljudsignaler – utifrån arkeologiska fynd som horn och bronslurar – och traditionell folkmusik till nyare former av folkmusik, klassisk musik/konstmusik/elektronisk musik och olika typer av populärmusik, afroamerikansk musik och experimentell musik.
Musik har sedan urminnes tider uppstått och skapats i Sverige och förts in i landet från omvärlden och framförts av en mängd olika slags ensembler av såväl inhemska som utländska musiker och sångare. Bland de många formerna finns också sakral/andlig, politisk och olika nationaliteters etniska musik, det finns barnvisor, trubadurers visor, dansmusik och scenisk musik – inklusive opera, balett, musikal och revy – och filmmusik. Kommunala musikskolor har varit betydelsefulla för svenska musikframgångar. Det finns musikhögskolor, institutioner som konserthus/symfoniorkestrar och Musikaliska akademien, organisationer som STIM, Musiksverige med flera och myndigheter som Statens musikverk. Körsång är vanligt fritidsintresse i Sverige, allt sedan kyrkokörerna och studentkörerna, något som har betecknats det svenska körundret.
Efterhand har också en internationellt alltmer framgångsrik och uppmärksammad musikindustri vuxit fram med bland annat en mängd större och mindre skivbolag, artister och låtskrivare med ett allt större internationellt arbetsfält och produktioner med stora utländska artister, musikpriser som Grammis och Polarpriset och internettjänster som Spotify. Dessutom finns ett antal musikfestivaler, såsom Peace & Love, Sweden Rock Festival, Östersjöfestivalen, Stockholm Jazz Festival, Musik vid Siljan, Ethno och Svenska dansbandsveckan i Malung, förutom på radio (Svensktoppen med mera) och TV (Melodifestivalen med mera).

## Folkmusik
Folkmusik kan vara nykomponerad av en känd upphovsman, men vissa vill kategorisera svensk folkmusik som melodier som uppstått i Sverige under en okänd forntid och inte har någon känd upphovsman.[källa behövs] En annan definition är att folkmusiken är "musik bland landsbygdens människor förr i tiden", eller lite snävare "populärmusiken bland landsbygdens befolkning i huvudsak mellan 1600-talet till slutet av 1800-talet".[källa behövs] För att få en rättvis definition bör man inkludera all musik som håller sig inom traditionella ramar och de låttyper och danser som uppstod inom den aktuella tidsperioden.[källa behövs] Genom detta inkluderas exempelvis en nyskriven polska i begreppet folkmusik, vilket de flesta folkmusiker idag anser rimligt.[källa behövs]
År 1686 förbjöds i Sverige slagverk och andra militärt orienterade musikinstrument som till exempel skalmeja att framföras i den folkliga musiken. Detta har medfört att folkmusiken i Sverige saknar rytmikinstrument. Dock levde traditionen med slagverk kvar i Värend i södra Småland och i gränslandskapen till Norge. En så kallad bytrumma var dock vanlig, främst för att slå signaler för samling.
Ett ord många förknippar med svensk folkmusik, är spelmansmusik - en dansmusik som oftast är fiolbaserad. Till spelmansmusiken hör gånglåtar och brudmarscher samt dansrytmerna polskor, vals, schottis, hambo, polka. Något mindre vanliga låttyper är exempelvis engelska, halling och menuett.
Två speciellt svenska musikaliska fenomen är instrumentet nyckelharpa och sångsättet kulning. Nyckelharpan har föreslagits som svenskt nationalinstrument eftersom den knappt förekommer utanför Sverige. Kulning är en inhemsk skandinavisk sångform som användes i vallmusiken. 

## Klassisk musik
Klassisk musik eller konstmusik är musik skapad under 1600-talet eller senare, den är västerländsk och komponerad, det vill säga nedskriven (se notskrift).
Sveriges mest kände barocktonsättare är Johan Helmich Roman, som har kallats den svenska musikens fader.
Wienklassicism (ibland bara "klassicism") från cirka 1750 och en bit in på 1800-talet är vad många vanligen tänker på som klassisk musik.[källa behövs] I Sverige representerades epoken främst av Joseph Martin Kraus. Franz Berwalds begåvning rönte liten uppskattning inom romantisk klassicism under hans livstid. Bland svenska romantiker finns Adolf Fredrik Lindblad, Hugo Alfvén, Wilhelm Peterson-Berger och Wilhelm Stenhammar.
Modernismen är i Sverige representerad av bland andra Hilding Rosenberg samt medlemmarna i Måndagsgruppen.
Nyklassicism är en kombination av måttlig modernism och wienklassicistiska ideal. Kända svenska namn är Lars-Erik Larsson och Dag Wirén.
Sverige har även burit fram flera betydande operasångare. Den "svenska näktergalen" Jenny Lind turnerade världen över på 1850-talet. Hundra år senare blev Jussi Björling ett välkänt namn. Birgit Nilsson kan kallas för världssopran. Eric Ericson räknas internationellt som en av världens främsta körledare och är en starkt bidragande orsak till det svenska "körundret"

## Visor
Vismästaren Carl Michael Bellman betraktas som svensk nationalskald och har fått stor betydelse för senare skalder. Inte minst har Bellman inspirerat senare vissångare som Evert Taube och Cornelis Vreeswijk.

## Afroamerikansk musik
Afroamerikansk eller svart musik har fått ett starkt fäste i Sverige. Inom svensk musikutbildning har musiken på senare tid kommit att kallas jazz, rytmik eller improvisation. På följande folkhögskolor erbjuds utbildning inom afroamerikansk musik: Bromma folkhögskola, Geijerskolan, Ingesunds folkhögskola, Kalix folkhögskola, Nyköpings folkhögskola, Västerbergs folkhögskola, Ågesta folkhögskola och Åsa folkhögskola. På högskolenivå gäller Kungliga Musikhögskolan i Stockholm, Högskolan för scen och musik vid Göteborgs universitet, Musikhögskolan i Malmö, Musikhögskolan vid Örebro universitet och Musikhögskolan i Piteå.

### Jazz

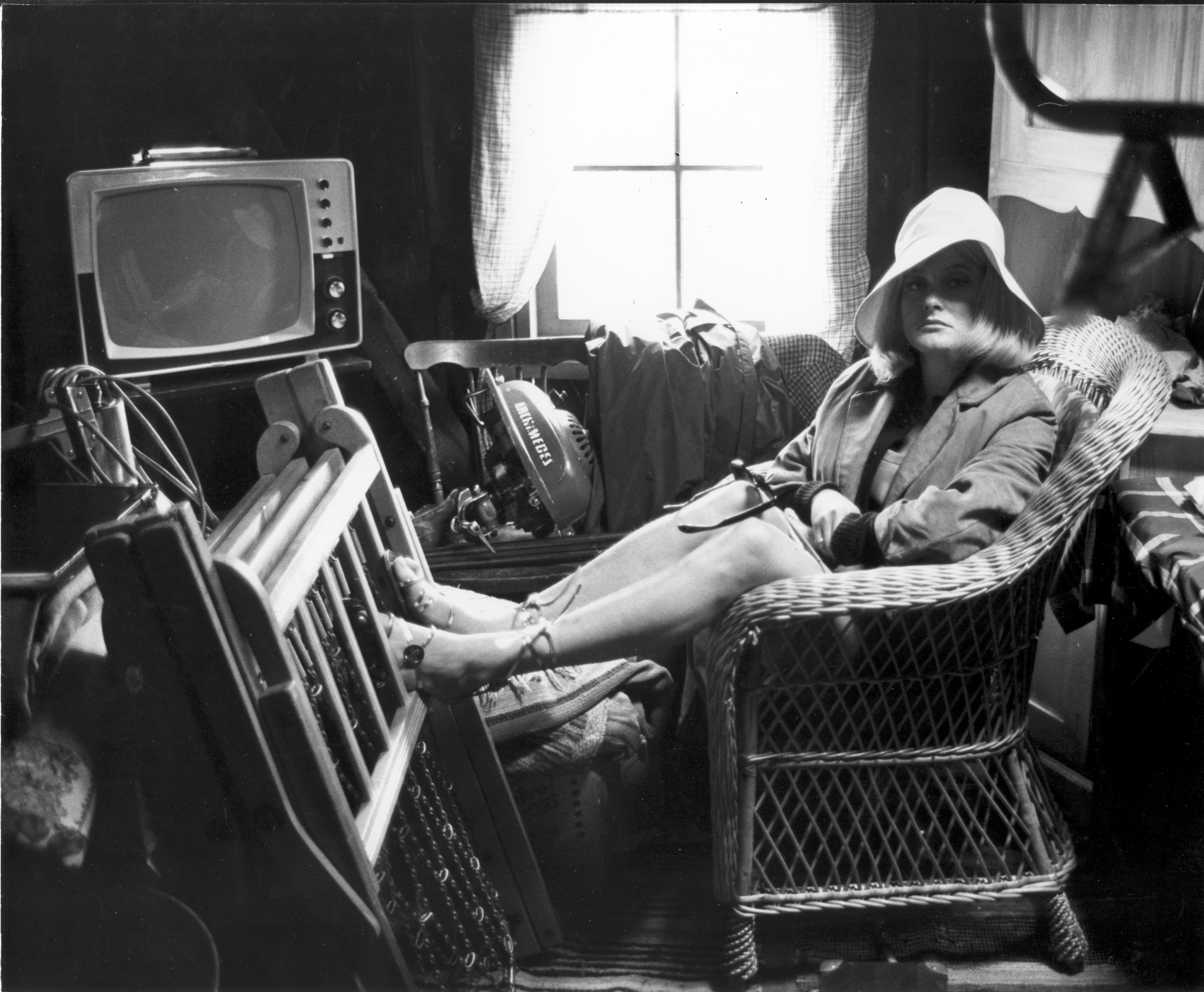
Monica Zetterlund år 1965.

Den svenska jazzens guldålder anses vara 1950-talet, då namn som Arne Domnérus, Rune Gustafsson, Lars Gullin, Alice Babs, Rolf Ericson, Bengt-Arne Wallin och Monica Zetterlund dominerade. Dessa uppträdde bland annat på Nalen i Stockholm, där det också dansades jitterbugg. Gyllene Cirkeln var en annan scen av stor betydelse i Stockholm. Numera är Nefertiti i Göteborg och Fasching i Stockholm de främsta jazzlokalerna i landet. Då det gäller swingjazz, jazz som det dansas till, är dock Herräng Dance Camp i Herräng utanför Hallstavik, Uppland, också en stor scen.

### Gospel
Gospeln har fått särskilt starkt fotfäste i Sverige, jämfört med resten av Europa. Festivalgeneralen och en av grundarna till Stockholm gospelkörfestival, Lasse Axelsson, ser ett antal faktorer till gospelns framväxt i Sverige. Bland annat tack vare framgångsrika körer, såsom Joybells och de egna årliga festivalerna. Dessutom har det funnits anställda sedan grundandet av nuvarande Svenska Gospelverkstaden 1988 för att sprida gospelmusiken i Sverige. Axelsson tror att musiken är lätt att ta till sig för svenskar, då den står nära svensk folkmusik. En av de stora profilerna inom svensk gospel, Cyndee Peters, har noterat att även den sekuläre svensken tar till sig gospelmusiken, även om det är utan att ta till sig den afroamerikanska och kyrkliga kontexten. Publicisten Bo Strömstedt jämförde den sekuläre svenskens komplicerade relationen till gospeln med dess relation till Anton Tjechovs pjäser. Trots att den vanlige svensken vanligen är tillbakahållen med känslor dras denne ändå till känslomässiga uttryck, såsom Tjechovs pjäser eller just gospelmusik.

### Soul

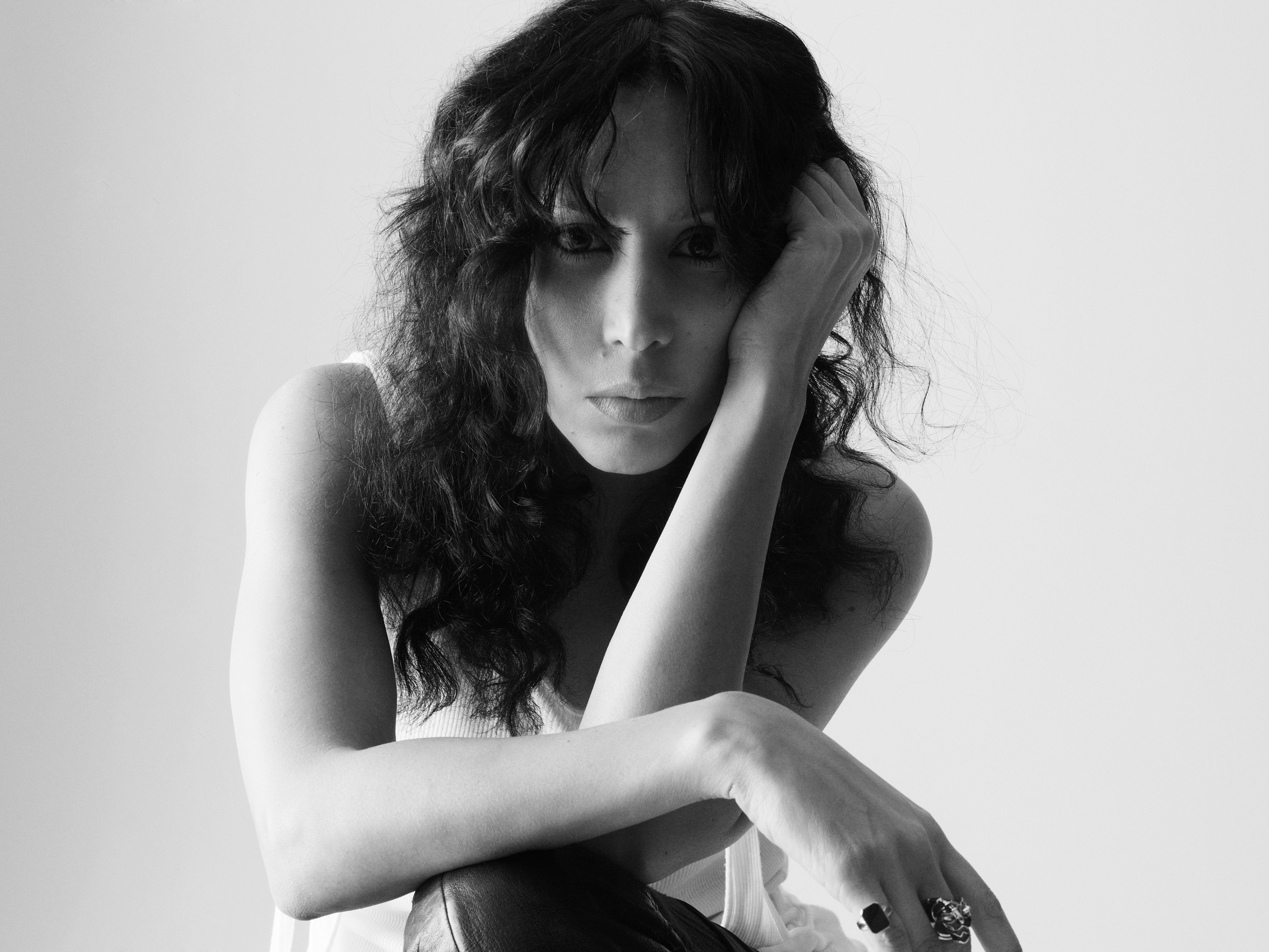
Titiyo, kallad Sveriges souldrottning.

Inom tidig svensk soul var Titiyo en av de främsta, med skivor som Flowers (1991), This Is (1993) och Extended (1997). Hon hyllas även som upphovsmakaren av svensk och skandinavisk soul samt Sveriges souldrottning. Till denna första vågens soul tillhör också bland andra Stephen Simmonds, Eric Gadd och senare också Kaah. Soulmusiken sägs ha exploderat i Sverige sedan omkring 2013/2014. Soulsångerskan Janice Kavander sa i Metro att det är särskilt tack vare artister som Seinabo Sey, Leslie Tay, Sabina Ddumba och Cherrie. I samma inslag sa Eric Gadd att det kan ha att göra något med gospelmusikens framväxt i Sverige som därmed närt soulsångare. Främst gäller det Tensta Gospel Choir, i vilken soulsångare som  just Janice Kavander, Sabina Ddumba, Kristin Amparo och Mapei deltagit.

### Reggae
I Sverige finns idag flera reggaefestivaler, varav de främsta är Uppsala Reggae Festival och Öland Roots. Den första svenske artisten som spelade in en reggaelåt var Peps Persson, därefter progrockbandet Text & Musik under tidigt 1970-tal.[källa behövs]

### Hiphop

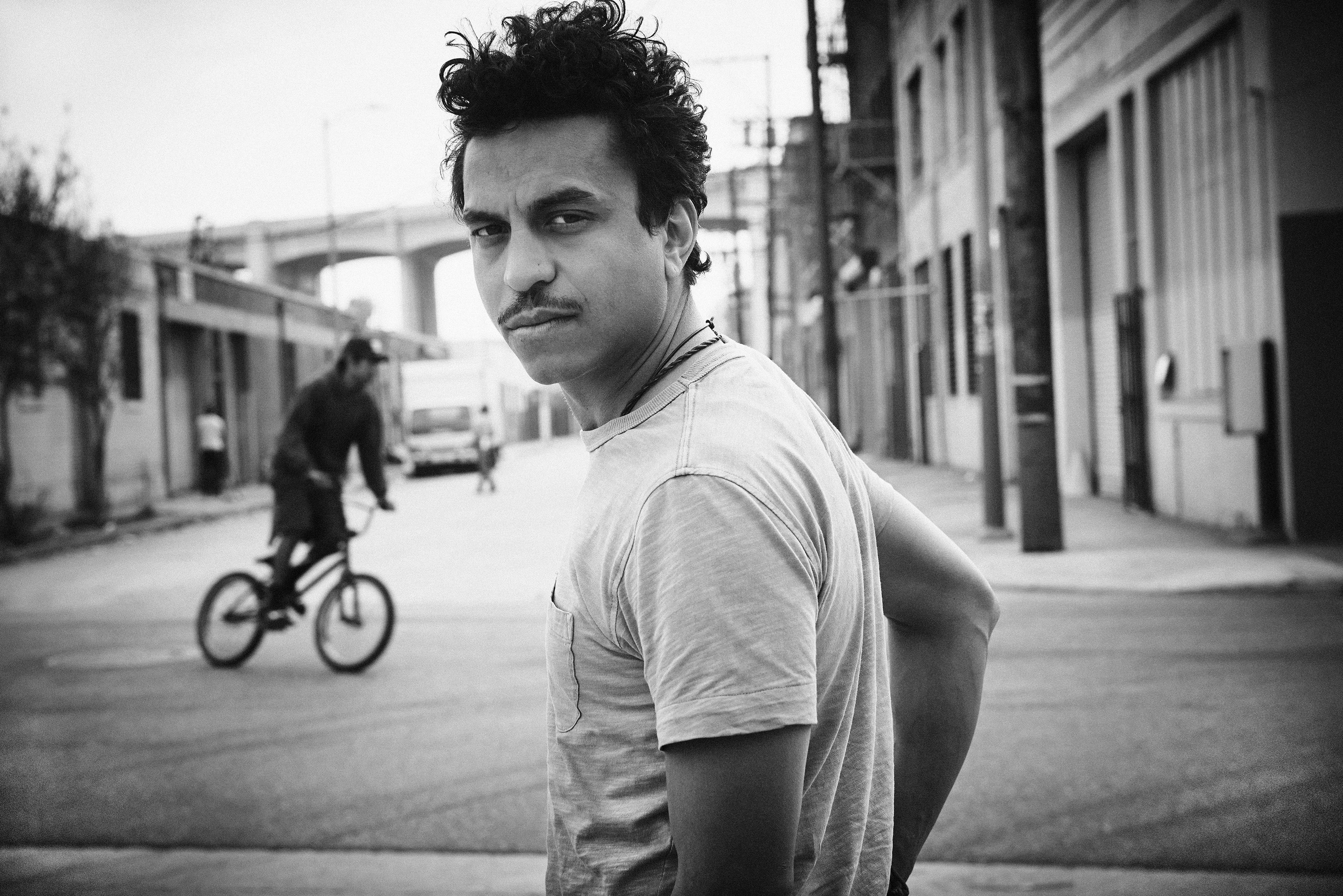
Timbuktu, en av pionjärerna inom andra vågens hiphop i Sverige.

Den svenska hiphopen tog sin början på 1980-talet, och fick internationellt genomslag i slutet av 1980-talet, dels med brittiskproducerade Neneh Cherry, dels med Leila K, producerad av Rob'n'Raz. Framträdande artister från senare år är Looptroop, Timbuktu och Feven.[källa behövs]

### R&B
Uppkomsten av svensk R&B skedde först i början av 1990-talet genom det då allmänt växande nätverket inom urban musik, vilken växte fram i takt med invandringen. I och med Sveriges icke-förflutna med kolonialism fanns inte heller samma koloniala förakt mot invandringen, vilket gav utrymme för svenskar av utländsk påbrå att ta plats på musikscenen.[källa behövs] En stor del av R&B och den urbana musikens framgångar berodde på musikern Christian "The Falcon" Falk. När han inledde sin karriär som musikproducent på 1990-talet närmade han sig dansmusik, hiphop och just R&B. Svensk R&B var vid denna tid tätt besläktad med pop-, hiphop- och soulmusik - då Falk arbetade med sångare som Neneh Cherry, dennes halvsyster Titiyo, Robyn och Stephen Simmonds.

## Populärmusik
1975 hade Harpo en världshit med Moviestar. Den 6 april 1974 klättrade Blue Swede, med Björn Skifs, upp på förstaplatsen på den amerikanska singellistan med låten Hooked on a Feeling, vilken först spelades in av B. J. Thomas, 1968, och samma dag vann Abba:s låt Waterloo Eurovision Song Contest i Brighton. Sverige vann senare även tävlingen åren 1984, 1991, 1999, 2012 och 2015.

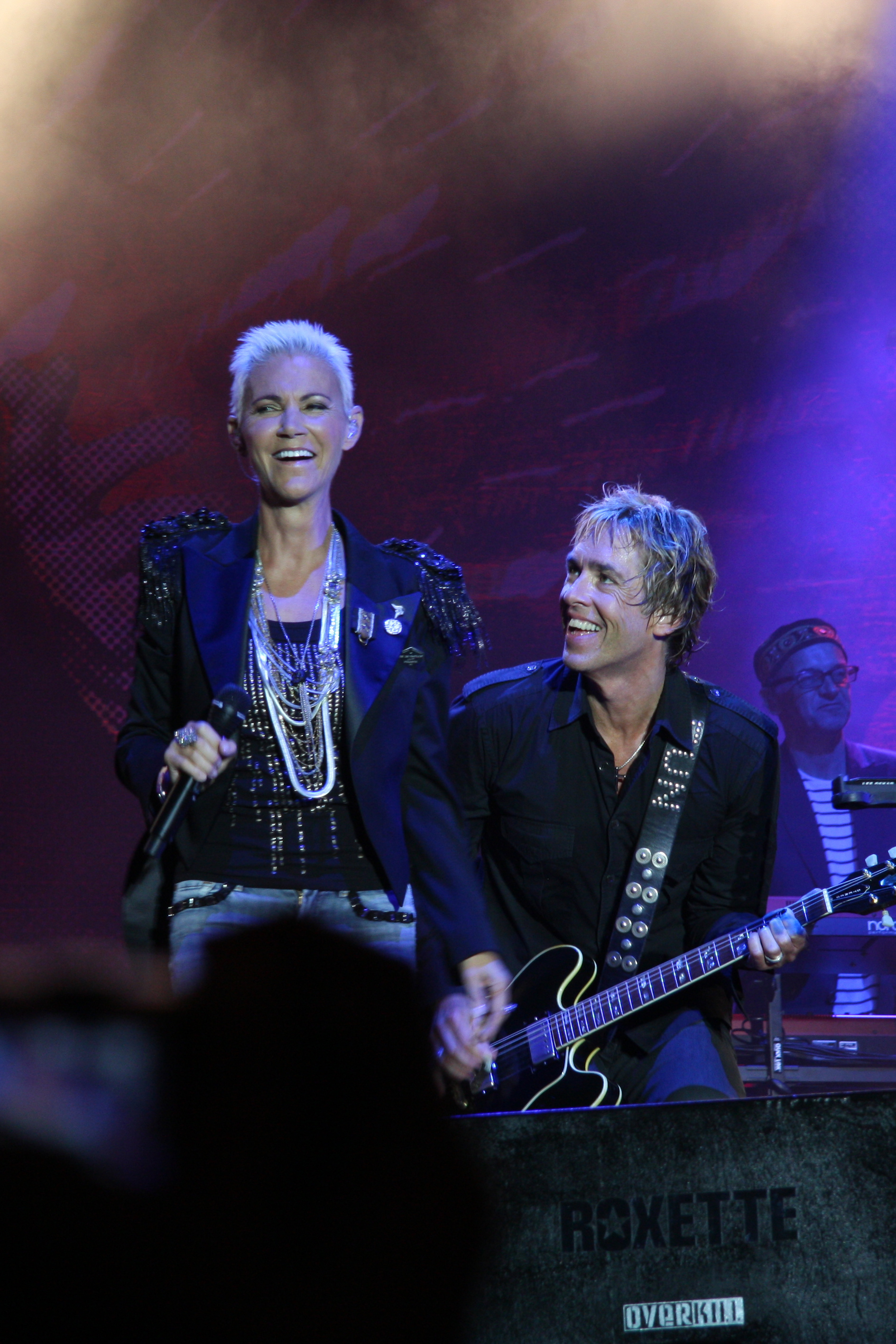
Roxette.

Sedan framgångarna med Abba under 1970-talet och början av 1980-talet och Roxette i slutet av 1980-talet och början av 1990-talet har svensk pop varit populär runt om i världen. Under 1990-talet hade Sverige flera internationella framgångar inom modern så kallad danspop, med bland andra Ace of Base, Meja och Robyn. Under 1990-talet skördade Sverige också framgångar på låtskrivarsidan, med bland andra Max Martin och Denniz Pop. 
Mängden svensk musik som säljs utanför Sverige är stor. En utredning från 1999 visade att bara musik från Storbritannien och USA står sig bättre än svensk musik i den internationella konkurrensen. Sedan dess har exportvolymen varierat kraftigt.

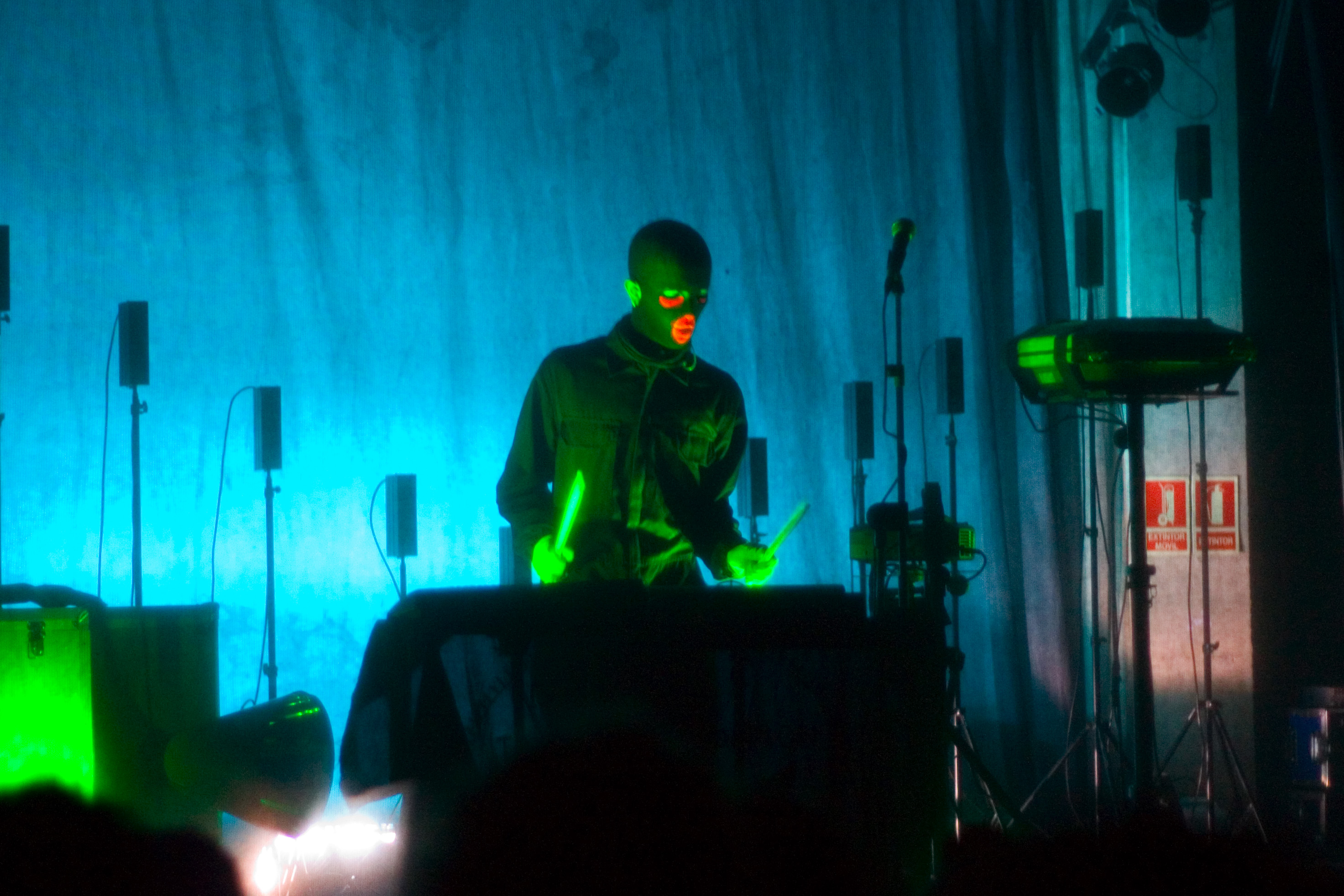
Bandet The Knife (2006) har visat stark kreativitet och nått stora framgångar med en säregen och konstnärlig stil.

Svenska artister och grupper inom indie har i början av 2000-talet lyckats slå igenom utanför Sverige och blivit populära utomlands, bland andra the Knife, Shout out louds, the Radio Department, Dungen, Jens Lekman, Loney Dear, Peter, Björn & John, Frida Hyvönen, The Tough Alliance, The Hives, Mando Diao och The Cardigans.[källa behövs]

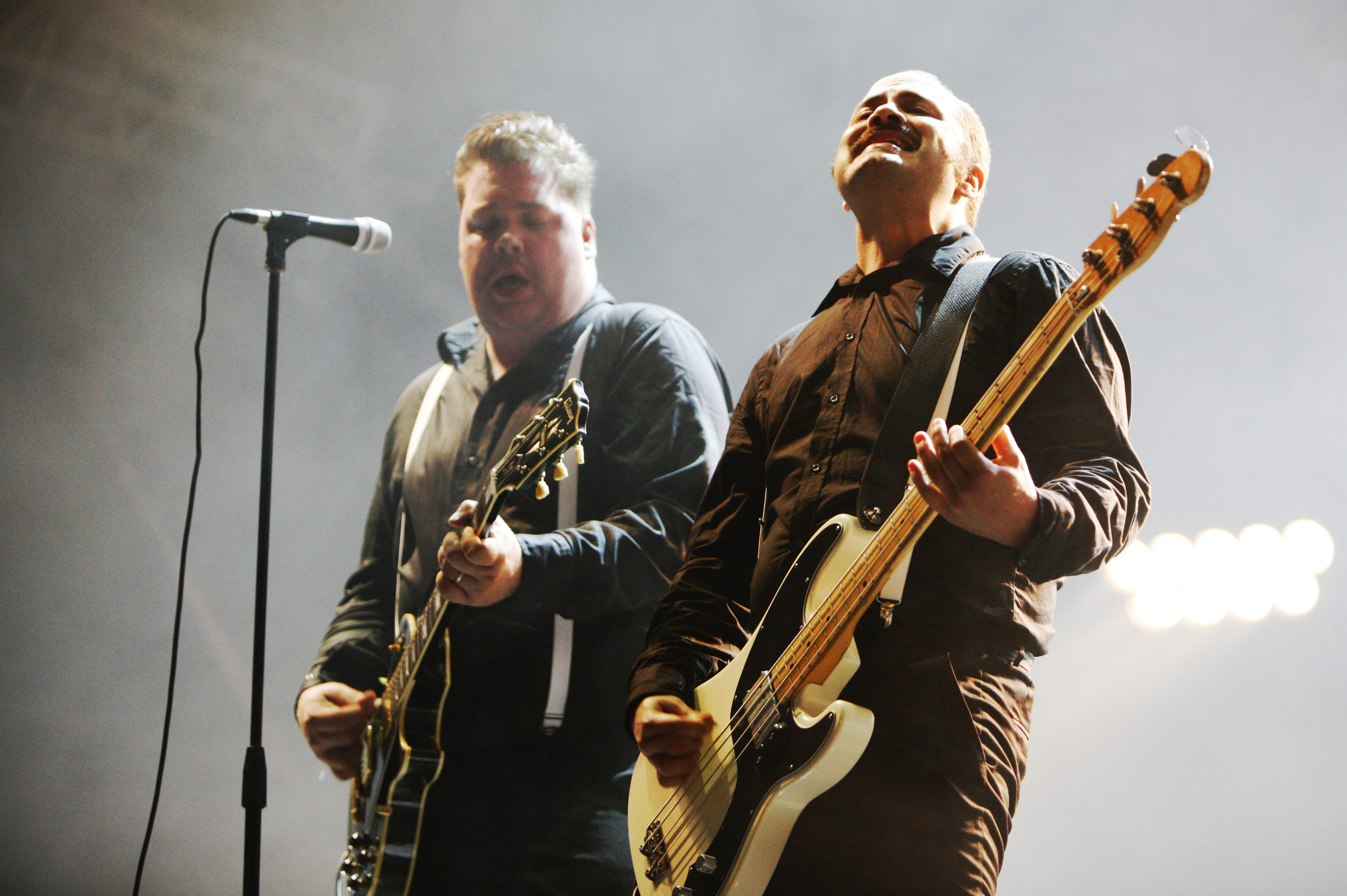
Rockbandet The Hives spelar live i Eurockéennes

### Country
Countrymusik förknippades länge i Sverige med USA. Populära svenska countrysångare har varit Kikki Danielsson under 1970, 80- och 90-talen och Jill Johnson under 2000-talets första decennium.

### Dansband
Dansbanden spelar musik som är vänlig att dansa pardans till, och har utvecklat en stil som är relativt unik för Sverige. Begreppet uppstod i början av 1970-talet och har senare även spritts till Norge. Populära svenska dansband har bland annat varit Matz Bladhs, Sven-Ingvars, Thorleifs och Vikingarna, bland de modernare främst Arvingarna, Barbados och Scotts. 2008 startades Dansbandskampen i SVT, som även hölls 2009 och 2010.

### Hårdrock
Sverige har fått fram flera internationellt berömda hårdrocksgrupper, till exempel Europe under 1980-talet och Hammerfall under 1990-talet. Kända svenska metalband är bland annat In Flames. In Flames fick den svenska regeringens exportpris under Grammisgalan 2006. Det var första gången en hårdrocksgrupp vann priset.

### Progg
Proggrock var i början av 1970-talet en musikrörelse i Sverige, inriktad på antikommersialism och protestsånger. Den var ofta vänsterpolitiskt orienterad. Den stod i kontrast till Abba, Eurovision Song Contest och Svensktoppen, som sågs som symbol för kommersiell musik.

### Schlager
Schlager är ursprungligen tyska för hit, och ordet användes även i Sverige fram till 1970-talet som synonym till hit eller slagdänga. Schlager avser också en musikgenre som utvecklades under 1900-talet och utmärks av enkla, lättlyssnade melodier och starka refränger, ofta med text som handlar om kärlek. Under senare decennier har  svensk schlager främst blivit ett begrepp som hör ihop med Melodifestivalen och artister som förknippas med sin medverkan där. Vissa artister och låtar i Melodifestivalen associeras dock mer med andra genrer.[källa behövs]

### Sverige på världsscenen

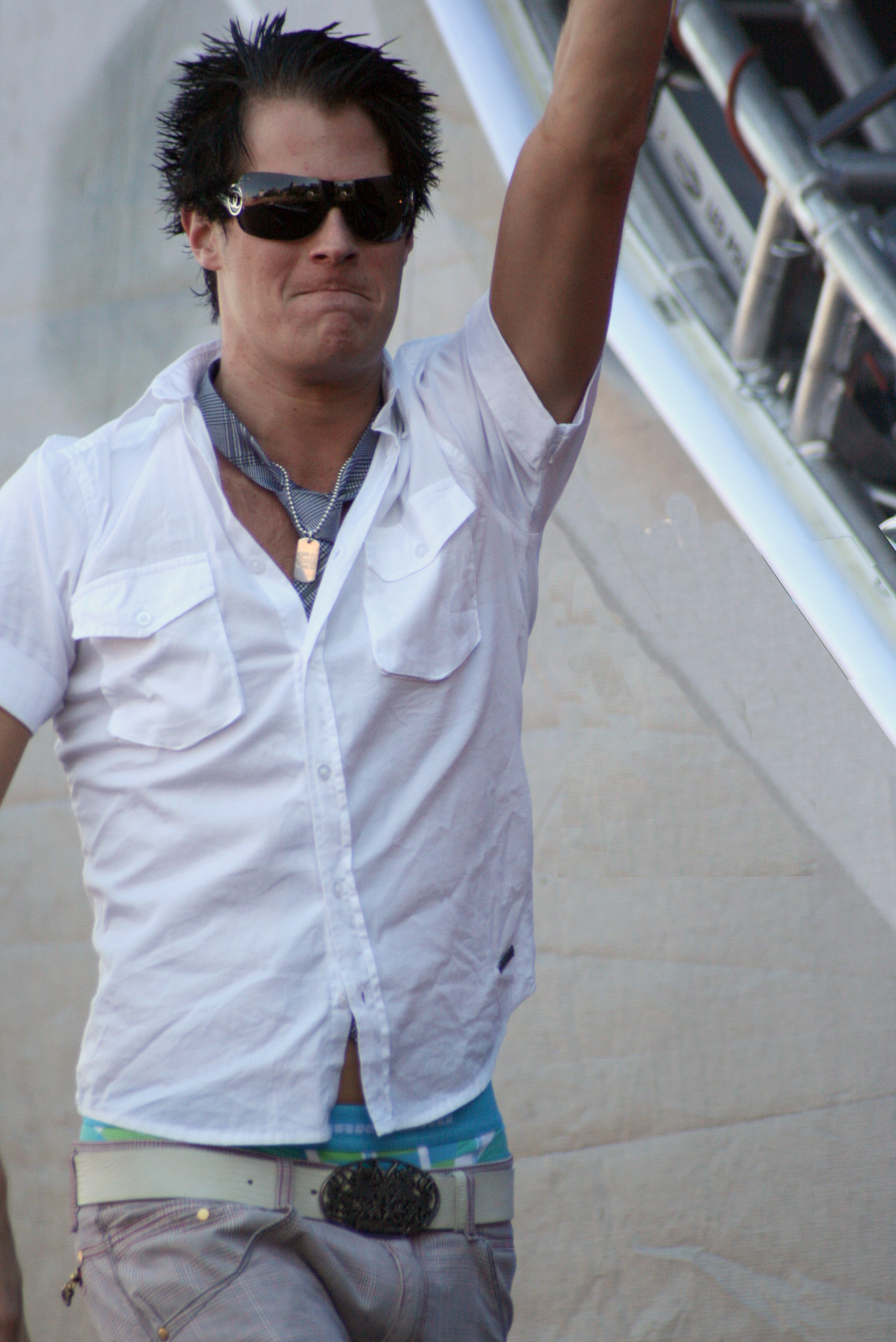
Basshunter

Stora svenska artister och grupper utanför Sverige är:
- Ace of Base, världsframgångar under början till mitten av 1990-talet [16]
- Abba, världsframgångar under stora delar av 1970-talet och tidigt 1980-tal.[17]
- Agnes Carlsson, framgångsrik popartist i som under 2009/2010 nådde stora framgångar i Europa och USA.[18]
- Alice Babs samarbetade med jazzkompositören Duke Ellington i USA under 1960- och 70-talen.
- The Ark, framgångsrika i flera länder under 2000-talets första decennium.[19]
- Army of Lovers, framgångsrika runt 1990-talets mitt
- Avicii (DJ och producent) har gjort flera låtar som har legat på amerikanska topplistor under 2010-talet, bland annat I Could Be the One (tillsammans med den svenska låtskrivaren Noonie Bao[20]) och "Silhouettes" (där Salem Al Fakir medverkar med sång)
- Basshunter (sångare, musikproducent och discjockey)
- BWO, framgångsrika i Östeuropa under 2000-talets första decennium.[21]
- The Cardigans, framgångsrika under 1990-talet.[22]
- E-Type, internationellt framgångsrik svensk Eurodiscoartist under 1990-talet.[23]
- Europe, världsframgångar under sent 1980-tal.[24]
- Hammerfall, framgångsrik hårdrocksgrupp från Göteborg.[25]
- In Flames, framgångsrik hårdrocksgrupp från Göteborg.[25]
- Siw Malmkvist, framgångsrik i dåvarande Västtyskland åren 1959–1974.[26]
- Millencolin, skatepunkband från Örebro, framgångsrika under 1990-talet.[27]
- Robyn, framgångsrik soulpopartist från 1990-talets mitt som på nytt med sin Body Talk-trilogi slog rekord och spelades runtom i världen.[28]
- Roxette, världsframgångar under framförallt sent 1980-tal och tidigt 1990-tal.[29]

Flera av de internationellt framgångsrika svenska musikerna under 1990-talet upptäcktes och spelades in av DJ-kollektivet Swemix och i inspelningsstudion Cheiron.

### Svenskar på Billboard Hot 100
Svenska artister/grupper, kompositörer, producenter med respektive låtar som legat etta på Billboard Hot 100 (kronologisk ordning):
- Björn Skifs (Blue Swede) – "Hooked on a Feeling"
- Abba – "Dancing Queen"
- Roxette – "The Look"
- Roxette – "Listen to Your Heart"
- Roxette – "It Must Have Been Love"
- Roxette – "Joyride"
- Ace of Base och Denniz Pop (producent) – "The Sign"
- Max Martin (låtskrivare) – "Baby One More Time" (med Britney Spears, låg på Billboardlistan totalt 2 veckor 1999)
- Max Martin och  Andreas Carlsson (låtskrivare) – "It's gonna be me" (med 'N Sync, 2 veckor 1999)
- Max Martin (producent) – "Teenage Dream" (med Katy Perry)
- Max Martin (låtskrivare) – "I kissed a Girl" (med Katy Perry, 6 veckor 2008)
- Max Martin och Shellback (låtskrivare)  – "So what" (med Pink, en vecka 2008)
- Max Martin (låtskrivare)  – "My Life Would Suck Without You", (med Kelly Clarkson, 2 veckor 2009)
- Max Martin, Shellback och Tiffany Amber (låtskrivare) – "3" (med Britney Spears, 1 vecka 2009) (Tiffany Amber har även bidragit som låtskrivare till bland annat låtarna Bigger med Backstreet Boys och  Friday I'll Be Over U med Allison Iraheta)[30]
- Max Martin (låtskrivare)  – "California Gurls" (med Katy Perry featuring Snoop Dogg, 6 veckor 2010)
- Max Martin  (låtskrivare) – "Teenage dream" (med Katy Perry, 2 veckor 2010)
- Max Martin och Shellback  (låtskrivare) – "Raise your glass" (med Pink, en vecka 2010)
- Max Martin (låtskrivare) – "Hold It Against Me" (med Britney Spears, 1 vecka 2011)
- Max Martin (låtskrivare) – "E.T."  (med Katy Perry featuring Kanye West, 5 veckor 2011)
- Max Martin (låtskrivare)  – "Last Friday Night (T.G.I.F.)" (med Katy Perry)
- Max Martin och Shellback (låtskrivare) – "One More Night" (med Maroon5)
- Max Martin och Shellback (låtskrivare) – "Are Never Ever Getting Back Together" (med Taylor Swift)
- Max Martin och Shellback (låtskrivare) - "DJ Got Us Fallin' in Love" (med Usher)
- Max Martin (låtskrivare) - "Dynamite" (med Taio Cruz)
- Max Martin och Shellback (låtskrivare) - "Whataya Want from Me" (med  Adam Lambert 2010)
- Max Martin (låtskrivare) – "Fuckin' Perfect" (med Pink)
- Max Martin (låtskrivare) – "Beauty and a Beat" (med Pink)
- Max Martin (låtskrivare) – "Part Of Me" (med Katy Perry)
- Max Martin (låtskrivare) – "Roar" (med Katy Perry 2013)

## Regionala musikscener

### Samisk musik
Samisk musik är känd för jojken. Sámi Grand Prix är en samisk musiktävling anordnad av NRK i Kautokeino under påskhelgen varje år sedan 1990.

### Musik i Göteborg
Musiken i Göteborg har en internationell prägel. Under 1800-talet inverkade Bedřich Smetana på det lokala musiklivet, och under 1960-talet hämtade grupper som Tages och The Shakers inspiration från den brittiska vågen. Sonya Hedenbratt samarbetade med amerikanska jazzmusiker, och Evert Taube reste ut från Göteborg till andra kontinenter. Senare har både internationella namn som Bruce Springsteen och lokala namn som Håkan Hellström fyllt Ullevi flera gånger om. Grupper som Nationalteatern och Motvind har präglat varsin epok.

## Ekonomi
Tillväxtverket och intresseorganisationen Musiksverige uppskattade i rapporten "Musikbranschen i siffror" att den svenska musikbranschen omsatte 5,2 miljarder kronor under 2010. Musikexporten omfattade 800 miljoner kronor. Hälften av intäkterna utgjordes av konsertintäkter, en fjärdedel av intäkter från inspelad musik och en fjärdedel av upphovsrättsliga intäkter. Fysisk musik var större än försäljning över nätet, och strömmad musik stod för en dubbelt så stor andel av försäljningen som musik som säljs genom nedladdningar. Sverige exporterar mest musik till USA, där Sveriges handelsbalans även är som sämst. Bäst är Sveriges handelsbalans mot Hongkong. Svenska upphovsmän får mest intäkter från Storbritannien, knappt 9 miljoner kronor.